# Lisa Eder
Lisa Eder (ur. 12 sierpnia 2001) – austriacka skoczkini narciarska, reprezentantka klubu SK Saalfelden. Olimpijka (2022), medalistka mistrzostw świata juniorów i mistrzostw kraju.

## Przebieg kariery
Początkowo uprawiała równolegle skoki narciarskie i kombinację norweską. W tej drugiej dyscyplinie zwyciężyła w klasyfikacji generalnej Alpen Cup 2016/2017.
Od sezonu 2017/2018 skupiła się na startach w zawodach w skokach narciarskich. W lipcu 2017 zadebiutowała w FIS Cup, zajmując 11. i 7. miejsce w konkursach w Villach. W sierpniu 2017 w Oberwiesenthal po raz pierwszy wystartowała w Pucharze Kontynentalnym (w ramach jego letniej edycji), zawody kończąc na 15. i 11. pozycji.
19 stycznia 2018 w Zaō zadebiutowała w konkursie indywidualnym Pucharu Świata, zajmując 36. miejsce. Dzień później występ w zawodach drużynowych zakończyła na 6. lokacie. Wystąpiła na Mistrzostwach Świata Juniorów w Narciarstwie Klasycznym 2018, zajmując 24. miejsce indywidualnie i 7. w drużynie. 24 marca 2018 w zawodach w Oberstdorfie zdobyła pierwsze punkty Pucharu Świata po zajęciu 11. pozycji. Zajęła 1. miejsce w klasyfikacji generalnej Alpen Cup w skokach narciarskich 2017/2018; w sześciu spośród rozegranych konkursów zwyciężyła.
W sezonie 2018/2019 debiutowała w Letnim Grand Prix, trzykrotnie zajmując miejsca w trzeciej dziesiątce. Na Mistrzostwach Świata Juniorów w Narciarstwie Klasycznym 2019 zdobyła brązowy medal w konkursie drużynowym kobiet. Indywidualnie była 10., a w drużynie mieszanej zajęła 4. pozycję.
W sezonie 2019/2020 Pucharu Świata regularnie zdobywała punkty. Dwukrotnie kończyła zawody w pierwszej dziesiątce – w lutym 2020 w Hinzenbach zajęła kolejno 8. i 7. miejsce. Sezon zakończyła na 21. pozycji w klasyfikacji generalnej ze 154 punktami. Na Mistrzostwach Świata Juniorów w Narciarstwie Klasycznym 2020 indywidualnie zajęła 4. miejsce, natomiast zarówno w drużynie kobiecej, jak i mieszanej wywalczyła złoty medal.
W sezonie 2020/2021 Pucharu Świata zdobywała punkty we wszystkich konkursach, najczęściej zajmując miejsca w trzeciej dziesiątce. Najwyżej sklasyfikowana była na 8. pozycji, w rozgrywanych w lutym 2021 zawodach w Hinzenbach. W klasyfikacji generalnej cykl ukończyła na 20. miejscu ze 167 punktami. Na Mistrzostwach Świata Juniorów 2021 zajęła 4. lokatę indywidualnie, a w drużynie kobiecej zdobyła złoty medal.
W Pucharze Świata 2021/2022 zajmowała głównie pozycje w pierwszej i drugiej dziesiątce. 26 lutego 2022 po raz pierwszy w karierze stanęła na podium indywidualnych zawodów cyklu, zajmując 3. miejsce w konkursie w Hinzenbach. Sezon ukończyła na 9. lokacie w klasyfikacji generalnej z 420 punktami. Wystąpiła na Zimowych Igrzyskach Olimpijskich 2022. Zajęła na nich 8. miejsce indywidualnie oraz 5. w drużynie mieszanej.
W czerwcu 2022 upadła na treningu na Brunnentalschanze w Stams i zerwała więzadło krzyżowe przednie w prawym kolanie. Do występów międzynarodowych powróciła w grudniu 2023 na otwierające Puchar Świata 2023/2024 zawody w Lillehammer. W trakcie sezonu zdobyła punkty we wszystkich konkursach cyklu, najczęściej zajmując lokaty w drugiej dziesiątce. Najwyżej sklasyfikowana była na 4. miejscu, które zajęła 4 stycznia 2024 w Villach. Sezon ukończyła na 16. pozycji w klasyfikacji generalnej z 488 punktami.
W Letnim Grand Prix 2024 najwyżej klasyfikowana była 13 sierpnia w Courchevel, na 4. miejscu. W sezonie 2024/2025 Pucharu Świata regularnie zajmowała lokaty w pierwszej dziesiątce. Cztery razy stanęła na podium zawodów indywidualnych cyklu: 24 listopada 2024 była 3. w Lillehammer, wynik ten powtórzyła 15 grudnia w Zhangjiakou, 18 stycznia 2025 zajęła 2. pozycję w Sapporo, a 16 lutego w Ljubnie ponownie ukończyła zawody na 3. miejscu. Wystąpiła na Mistrzostwach Świata w Narciarstwie Klasycznym 2025 w Trondheim. Indywidualnie zajęła 11. pozycję na skoczni normalnej i 6. na dużej, a w drużynie kobiecej zdobyła wraz z Julią Mühlbacher, Jacqueline Seifriedsberger i Evą Pinkelnig srebrny medal. W marcu w zawodach Pucharu Świata najwyżej sklasyfikowana była na 7. lokacie w Oslo. Sezon 2024/2025 cyklu ukończyła na 6. miejscu w klasyfikacji generalnej z 877 punktami.
Jest medalistką mistrzostw Austrii w skokach narciarskich. W 2023 zdobyła brązowy medal na skoczni normalnej, a w 2024 zdobyła złoto na obiekcie normalnym oraz srebro na dużym.

## Igrzyska olimpijskie
| Miejsce | Dzień    | Rok  | Miejscowość | Skocznia  | Punkt K | HS     | Konkurs      | Skok 1 | Skok 2 | Nota                  | Strata    | Zwyciężczyni |
| ------- | -------- | ---- | ----------- | --------- | ------- | ------ | ------------ | ------ | ------ | --------------------- | --------- | ------------ |
| 8.      | 5 lutego | 2022 | Zhangjiakou | Snow Ruyi | K-95    | HS-106 | indywid.     | 92,0 m | 90,0 m | 193,4 pkt             | 45,6 pkt  | Urša Bogataj |
| 5.      | 7 lutego | 2022 | Zhangjiakou | Snow Ruyi | K-95    | HS-106 | druż. miesz. | 96,0 m | 90,5 m | 818,0 pkt (214,9 pkt) | 183,5 pkt | Słowenia     |

## Mistrzostwa świata
| Miejsce | Dzień     | Rok  | Miejscowość | Skocznia | Punkt K | HS     | Konkurs  | Skok 1  | Skok 2 | Nota                  | Strata   | Zwyciężczyni |
| ------- | --------- | ---- | ----------- | -------- | ------- | ------ | -------- | ------- | ------ | --------------------- | -------- | ------------ |
| 11.     | 28 lutego | 2025 | Trondheim   | Granåsen | K-94    | HS-102 | indywid. | 87,0 m  | 99,0 m | 211,0 pkt             | 48,2 pkt | Nika Prevc   |
| 2.      | 1 marca   | 2025 | Trondheim   | Granåsen | K-94    | HS-102 | druż.    | 95,5 m  | 95,5 m | 885,1 pkt (231,0 pkt) | 19,4 pkt | Norwegia     |
| 6.      | 7 marca   | 2025 | Trondheim   | Granåsen | K-124   | HS-138 | indywid. | 122,5 m | –      | 117,7 pkt             | 33,2 pkt | Nika Prevc   |

## Mistrzostwa świata juniorów
| Miejsce | Dzień       | Rok  | Miejscowość    | Skocznia            | Punkt K | HS     | Konkurs      | Skok 1 | Skok 2 | Nota                   | Strata    | Zwycięzca            |
| ------- | ----------- | ---- | -------------- | ------------------- | ------- | ------ | ------------ | ------ | ------ | ---------------------- | --------- | -------------------- |
| 24.     | 2 lutego    | 2018 | Kandersteg     | Lötschberg-Schanze  | K-95    | HS-106 | indywid.     | 80,5 m | 82,5 m | 163,5 pkt              | 99,1 pkt  | Nika Križnar         |
| 7.      | 3 lutego    | 2018 | Kandersteg     | Lötschberg-Schanze  | K-95    | HS-106 | druż.        | 73,5 m | 81,5 m | 494,4 pkt (121,7 pkt)  | 238,7 pkt | Słowenia             |
| 10.     | 24 stycznia | 2019 | Lahti          | Salpausselkä        | K-90    | HS-100 | indywid.     | 86,0 m | 87,5 m | 224,4 pkt              | 28,7 pkt  | Anna Szpyniowa       |
| 3.      | 26 stycznia | 2019 | Lahti          | Salpausselkä        | K-90    | HS-100 | druż.        | 88,0 m | 85,5 m | 831,6 pkt (214,5 pkt)  | 80,6 pkt  | Rosja                |
| 4.      | 27 stycznia | 2019 | Lahti          | Salpausselkä        | K-90    | HS-100 | druż. miesz. | 91,0 m | 89,0 m | 945,1 pkt (238,7 pkt)  | 39,3 pkt  | Rosja                |
| 4.      | 5 marca     | 2020 | Oberwiesenthal | Fichtelbergschanzen | K-95    | HS-105 | indywid.     | 88,5 m | 97,0 m | 207,7 pkt              | 31,2 pkt  | Marita Kramer        |
| 1.      | 7 marca     | 2020 | Oberwiesenthal | Fichtelbergschanzen | K-95    | HS-105 | druż.        | 97,5 m | 98,5 m | 800,7 pkt (212,6 pkt)  | –         | –                    |
| 1.      | 8 marca     | 2020 | Oberwiesenthal | Fichtelbergschanzen | K-95    | HS-105 | druż. miesz. | 83,0 m | 98,5 m | 1023,3 pkt (218,3 pkt) | –         | –                    |
| 4.      | 11 lutego   | 2021 | Lahti          | Salpausselkä        | K-90    | HS-100 | indywid.     | 90,5 m | 88,0 m | 208,7 pkt              | 30,3 pkt  | Thea Minyan Bjørseth |
| 1.      | 12 lutego   | 2021 | Lahti          | Salpausselkä        | K-90    | HS-100 | druż.        | 94,0 m | 90,5 m | 883,6 pkt (231,5 pkt)  | –         | –                    |

## Puchar Świata

### Miejsca w klasyfikacji generalnej
| Sezon     | Miejsce |
| --------- | ------- |
| 2017/2018 | 34.     |
| 2018/2019 | 44.     |
| 2019/2020 | 21.     |
| 2020/2021 | 20.     |
| 2021/2022 | 9.      |
| 2023/2024 | 16.     |
| 2024/2025 | 6.      |

### Miejsca na podium w konkursach indywidualnych Pucharu Świata chronologicznie
| 1. | 26 lutego    | 2022 | Hinzenbach  | Aigner-Schanze  | K-85  | HS-90  | 81,5 m  | 86,5 m  | 212,8 pkt | 3. | 36,9 pkt | Urša Bogataj       |
| 2. | 24 listopada | 2024 | Lillehammer | Lysgårdsbakken  | K-123 | HS-140 | 127,0 m | 128,0 m | 231,7 pkt | 3. | 7,2 pkt  | Katharina Schmid   |
| 3. | 15 grudnia   | 2024 | Zhangjiakou | Snow Ruyi       | K-95  | HS-106 | 90,0 m  | 99,5 m  | 200,6 pkt | 3. | 20,5 pkt | Katharina Schmid   |
| 4. | 18 stycznia  | 2025 | Sapporo     | Ōkurayama       | K-123 | HS-137 | 120,0 m | 131,0 m | 253,7 pkt | 2. | 12,7 pkt | Alexandria Loutitt |
| 5. | 16 lutego    | 2025 | Ljubno      | Logarska dolina | K-85  | HS-94  | 84,0 m  | 90,0 m  | 248,9 pkt | 3. | 17,5 pkt | Nika Prevc         |

### Miejsca w poszczególnych konkursach indywidualnychPucharu Świata
stan po zakończeniu sezonu 2024/2025
| Źródło | Źródło      | Źródło           | Źródło           | Źródło                 | Źródło                 | Źródło     | Źródło  | Źródło  | Źródło      | Źródło      | Źródło      | Źródło      | Źródło      | Źródło      | Źródło      | Źródło     | Źródło  | Źródło      | Źródło     | Źródło      | Źródło      | Źródło      | Źródło      | Źródło | Źródło | Źródło | Źródło | Źródło | Źródło | Źródło | Źródło | Źródło | Źródło | Źródło | Źródło | Źródło | Źródło | Źródło | Źródło | Źródło | Źródło | Źródło | Źródło | Źródło | Źródło | Źródło | Źródło | Źródło | Źródło |
| --- | ----------- | ---------------- | ---------------- | ---------------------- | ---------------------- | ---------- | ------- | ------- | ----------- | ----------- | ----------- | ----------- | ----------- | ----------- | ----------- | ---------- | ------- | ----------- | ---------- | ----------- | ----------- | ----------- | ----------- | ------ | ------ | ------ | ------ | ------ | ------ | ------ | ------ | ------ | ------ | ------ | ------ | ------ | ------ | ------ | ------ | ------ | ------ | ------ | ------ | ------ | ------ | ------ | ------ | ------ | ------ |
| Sezon 2017/2018 |             |                  |                  |                        |                        |            |         |         |             |             |             |             |             |             |             |            |         |             |            |             |             |             |             |        |        |        |        |        |        |        |        |        |        |        |        |        |        |        |        |        |        |        |        |        |        |        |        |        |        |
| Lillehammer | Lillehammer | Lillehammer      | Hinterzarten     | Sapporo                | Sapporo                | Zaō        | Zaō     | Ljubno  | Ljubno      | Râșnov      | Râșnov      | Oslo        | Oberstdorf  | Oberstdorf  | punkty      | punkty     | punkty  | punkty      | punkty     | punkty      | punkty      | punkty      | punkty      | punkty | punkty | punkty | punkty | punkty | punkty | punkty | punkty | punkty | punkty |        |        |        |        |        |        |        |        |        |        |        |        |        |        |        |        |
| - | -           | -                | -                | q                      | q                      | 36         | 43      | -       | -           | -           | -           | -           | 11          | 12          | 46          | 46         | 46      | 46          | 46         | 46          | 46          | 46          | 46          | 46     | 46     | 46     | 46     | 46     | 46     | 46     | 46     | 46     | 46     |        |        |        |        |        |        |        |        |        |        |        |        |        |        |        |        |
| Sezon 2018/2019 |             |                  |                  |                        |                        |            |         |         |             |             |             |             |             |             |             |            |         |             |            |             |             |             |             |        |        |        |        |        |        |        |        |        |        |        |        |        |        |        |        |        |        |        |        |        |        |        |        |        |        |
| Lillehammer | Lillehammer | Lillehammer      | Prémanon         | Prémanon               | Sapporo                | Sapporo    | Zaō     | Zaō     | Râșnov      | Râșnov      | Hinzenbach  | Hinzenbach  | Ljubno      | Ljubno      | Oberstdorf  | Oberstdorf | Oslo    | Lillehammer | Trondheim  | Niżny Tagił | Niżny Tagił | Czajkowskij | Czajkowskij | punkty | punkty | punkty | punkty | punkty | punkty | punkty | punkty | punkty | punkty | punkty | punkty | punkty | punkty | punkty | punkty | punkty | punkty | punkty |        |        |        |        |        |        |        |
| - | -           | -                | 20               | 30                     | -                      | -          | -       | -       | -           | -           | q           | 37          | 32          | 43          | -           | -          | -       | -           | -          | -           | -           | -           | -           | 12     | 12     | 12     | 12     | 12     | 12     | 12     | 12     | 12     | 12     | 12     | 12     | 12     | 12     | 12     | 12     | 12     | 12     | 12     |        |        |        |        |        |        |        |
| Sezon 2019/2020 |             |                  |                  |                        |                        |            |         |         |             |             |             |             |             |             |             |            |         |             |            |             |             |             |             |        |        |        |        |        |        |        |        |        |        |        |        |        |        |        |        |        |        |        |        |        |        |        |        |        |        |
| Lillehammer | Lillehammer | Klingenthal      | Sapporo          | Sapporo                | Zaō                    | Zaō        | Râșnov  | Râșnov  | Oberstdorf  | Oberstdorf  | Hinzenbach  | Hinzenbach  | Ljubno      | Lillehammer | Lillehammer | punkty     | punkty  | punkty      | punkty     | punkty      | punkty      | punkty      | punkty      | punkty | punkty | punkty | punkty | punkty | punkty | punkty | punkty | punkty | punkty | punkty |        |        |        |        |        |        |        |        |        |        |        |        |        |        |        |
| 21 | 24          | -                | q                | 27                     | 25                     | 13         | 25      | 20      | 23          | 26          | 8           | 7           | 22          | -           | -           | 154        | 154     | 154         | 154        | 154         | 154         | 154         | 154         | 154    | 154    | 154    | 154    | 154    | 154    | 154    | 154    | 154    | 154    | 154    |        |        |        |        |        |        |        |        |        |        |        |        |        |        |        |
| Sezon 2020/2021 |             |                  |                  |                        |                        |            |         |         |             |             |             |             |             |             |             |            |         |             |            |             |             |             |             |        |        |        |        |        |        |        |        |        |        |        |        |        |        |        |        |        |        |        |        |        |        |        |        |        |        |
| Ramsau | Ljubno      | Titisee-Neustadt | Titisee-Neustadt | Hinzenbach             | Hinzenbach             | Hinzenbach | Râșnov  | Râșnov  | Niżny Tagił | Niżny Tagił | Czajkowskij | Czajkowskij | punkty      | punkty      | punkty      | punkty     | punkty  | punkty      | punkty     | punkty      | punkty      | punkty      | punkty      | punkty | punkty | punkty | punkty | punkty | punkty | punkty | punkty |        |        |        |        |        |        |        |        |        |        |        |        |        |        |        |        |        |        |
| 26 | 19          | 22               | 22               | 8                      | 23                     | 10         | 11      | 21      | 21          | 26          | 18          | 27          | 167         | 167         | 167         | 167        | 167     | 167         | 167        | 167         | 167         | 167         | 167         | 167    | 167    | 167    | 167    | 167    | 167    | 167    | 167    |        |        |        |        |        |        |        |        |        |        |        |        |        |        |        |        |        |        |
| Sezon 2021/2022 |             |                  |                  |                        |                        |            |         |         |             |             |             |             |             |             |             |            |         |             |            |             |             |             |             |        |        |        |        |        |        |        |        |        |        |        |        |        |        |        |        |        |        |        |        |        |        |        |        |        |        |
| Niżny Tagił | Niżny Tagił | Lillehammer      | Lillehammer      | Klingenthal            | Klingenthal            | Ramsau     | Ljubno  | Ljubno  | Willingen   | Willingen   | Hinzenbach  | Hinzenbach  | Lillehammer | Lillehammer | Oslo        | Oslo       | Oberhof | Oberhof     | punkty     | punkty      | punkty      | punkty      | punkty      | punkty | punkty | punkty | punkty | punkty | punkty | punkty | punkty | punkty | punkty | punkty | punkty | punkty | punkty |        |        |        |        |        |        |        |        |        |        |        |        |
| 7 | 12          | 10               | 13               | 21                     | 20                     | 11         | 8       | 31      | -           | -           | 3           | 7           | 18          | 12          | 14          | 10         | 8       | 8           | 420        | 420         | 420         | 420         | 420         | 420    | 420    | 420    | 420    | 420    | 420    | 420    | 420    | 420    | 420    | 420    | 420    | 420    | 420    |        |        |        |        |        |        |        |        |        |        |        |        |
| Sezon 2023/2024 |             |                  |                  |                        |                        |            |         |         |             |             |             |             |             |             |             |            |         |             |            |             |             |             |             |        |        |        |        |        |        |        |        |        |        |        |        |        |        |        |        |        |        |        |        |        |        |        |        |        |        |
| Lillehammer | Lillehammer | Engelberg        | Engelberg        | Garmisch-Partenkirchen | Oberstdorf             | Villach    | Villach | Sapporo | Sapporo     | Zaō         | Ljubno      | Ljubno      | Willingen   | Willingen   | Hinzenbach  | Hinzenbach | Lahti   | Oslo        | Oslo       | Trondheim   | Trondheim   | Vikersund   | Planica     | punkty | punkty | punkty | punkty | punkty | punkty | punkty | punkty | punkty | punkty | punkty | punkty | punkty | punkty | punkty | punkty | punkty | punkty | punkty |        |        |        |        |        |        |        |
| 15 | 25          | 10               | 23               | 19                     | 10                     | 7          | 4       | 29      | 16          | 13          | 16          | 9           | 10          | 13          | 11          | 7          | 22      | 22          | 16         | 14          | 19          | 12          | 7           | 488    | 488    | 488    | 488    | 488    | 488    | 488    | 488    | 488    | 488    | 488    | 488    | 488    | 488    | 488    | 488    | 488    | 488    | 488    |        |        |        |        |        |        |        |
| Sezon 2024/2025 |             |                  |                  |                        |                        |            |         |         |             |             |             |             |             |             |             |            |         |             |            |             |             |             |             |        |        |        |        |        |        |        |        |        |        |        |        |        |        |        |        |        |        |        |        |        |        |        |        |        |        |
| Lillehammer | Lillehammer | Zhangjiakou      | Zhangjiakou      | Engelberg              | Garmisch-Partenkirchen | Oberstdorf | Villach | Villach | Sapporo     | Sapporo     | Zaō         | Zaō         | Willingen   | Lake Placid | Lake Placid | Ljubno     | Ljubno  | Hinzenbach  | Hinzenbach | Oslo        | Vikersund   | Lahti       | Lahti       | punkty |        |        |        |        |        |        |        |        |        |        |        |        |        |        |        |        |        |        |        |        |        |        |        |        |        |
| 7 | 3           | 11               | 3                | 4                      | 7                      | 9          | 4       | 7       | 2           | 10          | -           | -           | 18          | 10          | 9           | 4          | 3       | 4           | 4          | 7           | 12          | 8           | 12          | 877    |        |        |        |        |        |        |        |        |        |        |        |        |        |        |        |        |        |        |        |        |        |        |        |        |        |
| Legenda |             |                  |                  |                        |                        |            |         |         |             |             |             |             |             |             |             |            |         |             |            |             |             |             |             |        |        |        |        |        |        |        |        |        |        |        |        |        |        |        |        |        |        |        |        |        |        |        |        |        |        |
| 1 2 3 4-10 11-30 poniżej 30 dq – dyskwalifikacja q – dyskwalifikacja w kwalifikacjach q – zawodniczka nie zakwalifikowała się - – zawodniczka nie wystartowała |             |                  |                  |                        |                        |            |         |         |             |             |             |             |             |             |             |            |         |             |            |             |             |             |             |        |        |        |        |        |        |        |        |        |        |        |        |        |        |        |        |        |        |        |        |        |        |        |        |        |        |

### Miejsca w poszczególnych konkursach drużynowychPucharu Świata
stan po zakończeniu sezonu 2024/2025
| Źródło                                                                              | Źródło          | Źródło          | Źródło          | Źródło          | Źródło          | Źródło              | Źródło            | Źródło            | Źródło              |
| ----------------------------------------------------------------------------------- | --------------- | --------------- | --------------- | --------------- | --------------- | ------------------- | ----------------- | ----------------- | ------------------- |
| Sezon 2017/2018                                                                     | Sezon 2017/2018 | Sezon 2017/2018 | Sezon 2017/2018 | Sezon 2017/2018 | Sezon 2017/2018 | Sezon 2017/2018     | Sezon 2017/2018   | Hinterzarten      | Zaō                 |
| Sezon 2017/2018                                                                     | Sezon 2017/2018 | Sezon 2017/2018 | Sezon 2017/2018 | Sezon 2017/2018 | Sezon 2017/2018 | Sezon 2017/2018     | Sezon 2017/2018   | -                 | 6                   |
| Sezon 2018/2019                                                                     | Sezon 2018/2019 | Sezon 2018/2019 | Sezon 2018/2019 | Sezon 2018/2019 | Sezon 2018/2019 | Sezon 2018/2019     | Sezon 2018/2019   | Zaō               | Ljubno              |
| Sezon 2018/2019                                                                     | Sezon 2018/2019 | Sezon 2018/2019 | Sezon 2018/2019 | Sezon 2018/2019 | Sezon 2018/2019 | Sezon 2018/2019     | Sezon 2018/2019   | -                 | 3                   |
| Sezon 2020/2021                                                                     | Sezon 2020/2021 | Sezon 2020/2021 | Sezon 2020/2021 | Sezon 2020/2021 | Sezon 2020/2021 | Sezon 2020/2021     | Ljubno            | Râșnov (mikst)    | Czajkowskij         |
| Sezon 2020/2021                                                                     | Sezon 2020/2021 | Sezon 2020/2021 | Sezon 2020/2021 | Sezon 2020/2021 | Sezon 2020/2021 | Sezon 2020/2021     | 3                 | -                 | -                   |
| Sezon 2021/2022                                                                     | Sezon 2021/2022 | Sezon 2021/2022 | Sezon 2021/2022 | Sezon 2021/2022 | Sezon 2021/2022 | Sezon 2021/2022     | Willingen (mikst) | Hinzenbach        | Oslo (mikst)        |
| Sezon 2021/2022                                                                     | Sezon 2021/2022 | Sezon 2021/2022 | Sezon 2021/2022 | Sezon 2021/2022 | Sezon 2021/2022 | Sezon 2021/2022     | -                 | 1                 | -                   |
| Sezon 2024/2025                                                                     | Sezon 2024/2025 | Sezon 2024/2025 | Sezon 2024/2025 | Sezon 2024/2025 | Sezon 2024/2025 | Lillehammer (mikst) | Zaō (duety)       | Willingen (mikst) | Lake Placid (mikst) |
| Sezon 2024/2025                                                                     | Sezon 2024/2025 | Sezon 2024/2025 | Sezon 2024/2025 | Sezon 2024/2025 | Sezon 2024/2025 | 3                   | -                 | 2                 | 3                   |
| Legenda                                                                             |                 |                 |                 |                 |                 |                     |                   |                   |                     |
| 1 2 3 4-8 poniżej 8 (Duety: 1 2 3 4-12 poniżej 12) - – zawodniczka nie wystartowała |                 |                 |                 |                 |                 |                     |                   |                   |                     |

### Raw Air

#### Miejsca w klasyfikacji generalnej
| Sezon | Miejsce |
| ----- | ------- |
| 2022  | 12.     |
| 2024  | 15.     |
| 2025  | 9.      |

### Turniej Sylwestrowy

#### Miejsca w klasyfikacji generalnej
| Sezon     | Miejsce |
| --------- | ------- |
| 2021/2022 | 28.     |

### Korona Alp

#### Miejsca w klasyfikacji generalnej
| Sezon     | Miejsce |
| --------- | ------- |
| 2021/2022 | 3.      |

### Turniej Dwóch Nocy

#### Miejsca w klasyfikacji generalnej
| Sezon     | Miejsce |
| --------- | ------- |
| 2023/2024 | 15.     |
| 2024/2025 | 9.      |

## Letnie Grand Prix

### Miejsca w klasyfikacji generalnej
| Sezon | Miejsce |
| ----- | ------- |
| 2018  | 32.     |
| 2019  | 27.     |
| 2021  | 17.     |
| 2024  | 9.      |

### Miejsca w poszczególnych konkursachLGP
stan po zakończeniu LGP 2024
| Źródło | Źródło           | Źródło           | Źródło         | Źródło            | Źródło            | Źródło            | Źródło | Źródło | Źródło | Źródło | Źródło | Źródło | Źródło | Źródło | Źródło | Źródło | Źródło | Źródło | Źródło | Źródło | Źródło | Źródło | Źródło | Źródło | Źródło | Źródło |
| --- | ---------------- | ---------------- | -------------- | ----------------- | ----------------- | ----------------- | ------ | ------ | ------ | ------ | ------ | ------ | ------ | ------ | ------ | ------ | ------ | ------ | ------ | ------ | ------ | ------ | ------ | ------ | ------ | ------ |
| 2018 |                  |                  |                |                   |                   |                   |        |        |        |        |        |        |        |        |        |        |        |        |        |        |        |        |        |        |        |        |
| Hinterzarten 28.07 | Courchevel 10.08 | Frenštát 17.08   | Frenštát 18.08 | Czajkowskij 09.09 | punkty            | punkty            | punkty | punkty | punkty | punkty | punkty | punkty | punkty |        |        |        |        |        |        |        |        |        |        |        |        |        |
| 22 | -                | 25               | 29             | -                 | 17                | 17                | 17     | 17     | 17     | 17     | 17     | 17     | 17     |        |        |        |        |        |        |        |        |        |        |        |        |        |
| 2019 |                  |                  |                |                   |                   |                   |        |        |        |        |        |        |        |        |        |        |        |        |        |        |        |        |        |        |        |        |
| Hinterzarten 26.07 | Courchevel 09.08 | Frenštát 18.08   | punkty         | punkty            | punkty            | punkty            | punkty | punkty | punkty | punkty | punkty |        |        |        |        |        |        |        |        |        |        |        |        |        |        |        |
| 26 | 19               | -                | 17             | 17                | 17                | 17                | 17     | 17     | 17     | 17     | 17     |        |        |        |        |        |        |        |        |        |        |        |        |        |        |        |
| 2021 |                  |                  |                |                   |                   |                   |        |        |        |        |        |        |        |        |        |        |        |        |        |        |        |        |        |        |        |        |
| Wisła 17.07 | Wisła 18.07      | Courchevel 06.08 | Frenštát 15.08 | Czajkowskij 11.09 | Czajkowskij 12.09 | Klingenthal 02.10 | punkty |        |        |        |        |        |        |        |        |        |        |        |        |        |        |        |        |        |        |        |
| 14 | 12               | 15               | 12             | -                 | -                 | 11                | 102    |        |        |        |        |        |        |        |        |        |        |        |        |        |        |        |        |        |        |        |
| 2024 |                  |                  |                |                   |                   |                   |        |        |        |        |        |        |        |        |        |        |        |        |        |        |        |        |        |        |        |        |
| Courchevel 13.08 | Courchevel 14.08 | Râșnov 21.09     | Râșnov 22.09   | Klingenthal 05.10 | punkty            | punkty            | punkty | punkty | punkty | punkty | punkty | punkty | punkty | punkty | punkty | punkty | punkty | punkty | punkty | punkty | punkty | punkty | punkty |        |        |        |
| 4 | 5                | -                | -              | 11                | 119               | 119               | 119    | 119    | 119    | 119    | 119    | 119    | 119    | 119    | 119    | 119    | 119    | 119    | 119    | 119    | 119    | 119    | 119    |        |        |        |
| Legenda |                  |                  |                |                   |                   |                   |        |        |        |        |        |        |        |        |        |        |        |        |        |        |        |        |        |        |        |        |
| 1 2 3 4-10 11-30 poniżej 30 dq – dyskwalifikacja q – dyskwalifikacja w kwalifikacjach q – zawodniczka nie zakwalifikowała się - – zawodniczka nie wystartowała |                  |                  |                |                   |                   |                   |        |        |        |        |        |        |        |        |        |        |        |        |        |        |        |        |        |        |        |        |

## Puchar Kontynentalny

### Miejsca w klasyfikacji generalnej
| Sezon     | Miejsce |
| --------- | ------- |
| 2017/2018 | 14.     |

### Miejsca w poszczególnych konkursachPucharu Kontynentalnego
stan po zakończeniu sezonu 2023/2024
| Źródło                                                                            | Źródło   | Źródło  | Źródło  | Źródło     | Źródło     | Źródło | Źródło | Źródło | Źródło | Źródło | Źródło | Źródło | Źródło | Źródło | Źródło | Źródło | Źródło | Źródło | Źródło | Źródło | Źródło | Źródło | Źródło | Źródło | Źródło | Źródło | Źródło | Źródło | Źródło | Źródło | Źródło | Źródło | Źródło | Źródło | Źródło | Źródło | Źródło | Źródło | Źródło |
| --------------------------------------------------------------------------------- | -------- | ------- | ------- | ---------- | ---------- | ------ | ------ | ------ | ------ | ------ | ------ | ------ | ------ | ------ | ------ | ------ | ------ | ------ | ------ | ------ | ------ | ------ | ------ | ------ | ------ | ------ | ------ | ------ | ------ | ------ | ------ | ------ | ------ | ------ | ------ | ------ | ------ | ------ | ------ |
| Sezon 2017/2018                                                                   |          |         |         |            |            |        |        |        |        |        |        |        |        |        |        |        |        |        |        |        |        |        |        |        |        |        |        |        |        |        |        |        |        |        |        |        |        |        |        |
| Notodden                                                                          | Notodden | Planica | Planica | Brotterode | Brotterode | punkty |        |        |        |        |        |        |        |        |        |        |        |        |        |        |        |        |        |        |        |        |        |        |        |        |        |        |        |        |        |        |        |        |        |
| 4                                                                                 | 9        | -       | -       | -          | -          | 79     |        |        |        |        |        |        |        |        |        |        |        |        |        |        |        |        |        |        |        |        |        |        |        |        |        |        |        |        |        |        |        |        |        |
| Legenda                                                                           |          |         |         |            |            |        |        |        |        |        |        |        |        |        |        |        |        |        |        |        |        |        |        |        |        |        |        |        |        |        |        |        |        |        |        |        |        |        |        |
| 1 2 3 4-10 11-30 poniżej 30 dq – dyskwalifikacja - – zawodniczka nie wystartowała |          |         |         |            |            |        |        |        |        |        |        |        |        |        |        |        |        |        |        |        |        |        |        |        |        |        |        |        |        |        |        |        |        |        |        |        |        |        |        |

## Letni Puchar Kontynentalny

### Miejsca w klasyfikacji generalnej
| Sezon | Miejsce |
| ----- | ------- |
| 2017  | 21.     |
| 2019  | 47.     |

### Miejsca w poszczególnych konkursachLetniego Pucharu Kontynentalnego
| Źródło                                                                            | Źródło         | Źródło    | Źródło    | Źródło      | Źródło | Źródło | Źródło | Źródło | Źródło | Źródło | Źródło | Źródło | Źródło | Źródło | Źródło | Źródło | Źródło | Źródło | Źródło | Źródło | Źródło | Źródło | Źródło | Źródło | Źródło | Źródło |
| --------------------------------------------------------------------------------- | -------------- | --------- | --------- | ----------- | ------ | ------ | ------ | ------ | ------ | ------ | ------ | ------ | ------ | ------ | ------ | ------ | ------ | ------ | ------ | ------ | ------ | ------ | ------ | ------ | ------ | ------ |
| 2017                                                                              |                |           |           |             |        |        |        |        |        |        |        |        |        |        |        |        |        |        |        |        |        |        |        |        |        |        |
| Oberwiesenthal                                                                    | Oberwiesenthal | Trondheim | Trondheim | punkty      | punkty | punkty | punkty | punkty | punkty | punkty | punkty | punkty |        |        |        |        |        |        |        |        |        |        |        |        |        |        |
| 15                                                                                | 11             | -         | -         | 40          | 40     | 40     | 40     | 40     | 40     | 40     | 40     | 40     |        |        |        |        |        |        |        |        |        |        |        |        |        |        |
| 2019                                                                              |                |           |           |             |        |        |        |        |        |        |        |        |        |        |        |        |        |        |        |        |        |        |        |        |        |        |
| Szczuczyńsk                                                                       | Szczuczyńsk    | Szczyrk   | Szczyrk   | Lillehammer | Stams  | Stams  | punkty |        |        |        |        |        |        |        |        |        |        |        |        |        |        |        |        |        |        |        |
| -                                                                                 | -              | -         | -         | -           | 13     | 15     | 36     |        |        |        |        |        |        |        |        |        |        |        |        |        |        |        |        |        |        |        |
| Legenda                                                                           |                |           |           |             |        |        |        |        |        |        |        |        |        |        |        |        |        |        |        |        |        |        |        |        |        |        |
| 1 2 3 4-10 11-30 poniżej 30 dq – dyskwalifikacja - – zawodniczka nie wystartowała |                |           |           |             |        |        |        |        |        |        |        |        |        |        |        |        |        |        |        |        |        |        |        |        |        |        |

## FIS Cup

### Miejsca w klasyfikacji generalnej
| Sezon     | Miejsce |
| --------- | ------- |
| 2017/2018 | 15.     |
| 2018/2019 | 49.     |

### Miejsca w poszczególnych konkursachFIS Cupu
| Źródło                                                                            | Źródło  | Źródło     | Źródło     | Źródło | Źródło | Źródło    | Źródło    | Źródło    | Źródło    | Źródło  | Źródło  | Źródło | Źródło | Źródło | Źródło | Źródło | Źródło | Źródło | Źródło | Źródło | Źródło | Źródło | Źródło | Źródło | Źródło | Źródło | Źródło | Źródło | Źródło | Źródło | Źródło | Źródło | Źródło | Źródło | Źródło | Źródło | Źródło | Źródło | Źródło |
| --------------------------------------------------------------------------------- | ------- | ---------- | ---------- | ------ | ------ | --------- | --------- | --------- | --------- | ------- | ------- | ------ | ------ | ------ | ------ | ------ | ------ | ------ | ------ | ------ | ------ | ------ | ------ | ------ | ------ | ------ | ------ | ------ | ------ | ------ | ------ | ------ | ------ | ------ | ------ | ------ | ------ | ------ | ------ |
| Sezon 2017/2018                                                                   |         |            |            |        |        |           |           |           |           |         |         |        |        |        |        |        |        |        |        |        |        |        |        |        |        |        |        |        |        |        |        |        |        |        |        |        |        |        |        |
| Villach                                                                           | Villach | Kandersteg | Kandersteg | Râșnov | Râșnov | Whistler  | Whistler  | Rastbüchl | Rastbüchl | Villach | Villach | Falun  | punkty |        |        |        |        |        |        |        |        |        |        |        |        |        |        |        |        |        |        |        |        |        |        |        |        |        |        |
| 11                                                                                | 7       | 27         | 23         | -      | -      | -         | -         | -         | -         | 4       | 6       | -      | 162    |        |        |        |        |        |        |        |        |        |        |        |        |        |        |        |        |        |        |        |        |        |        |        |        |        |        |
| Sezon 2018/2019                                                                   |         |            |            |        |        |           |           |           |           |         |         |        |        |        |        |        |        |        |        |        |        |        |        |        |        |        |        |        |        |        |        |        |        |        |        |        |        |        |        |
| Villach                                                                           | Villach | Szczyrk    | Szczyrk    | Râșnov | Râșnov | Park City | Park City | Rastbüchl | Rastbüchl | Villach | Villach | punkty | punkty | punkty | punkty | punkty | punkty | punkty | punkty | punkty | punkty | punkty | punkty | punkty | punkty | punkty | punkty | punkty | punkty | punkty |        |        |        |        |        |        |        |        |        |
| 7                                                                                 | 9       | -          | -          | -      | -      | -         | -         | -         | -         | -       | -       | 65     | 65     | 65     | 65     | 65     | 65     | 65     | 65     | 65     | 65     | 65     | 65     | 65     | 65     | 65     | 65     | 65     | 65     | 65     |        |        |        |        |        |        |        |        |        |
| Legenda                                                                           |         |            |            |        |        |           |           |           |           |         |         |        |        |        |        |        |        |        |        |        |        |        |        |        |        |        |        |        |        |        |        |        |        |        |        |        |        |        |        |
| 1 2 3 4-10 11-30 poniżej 30 dq – dyskwalifikacja - – zawodniczka nie wystartowała |         |            |            |        |        |           |           |           |           |         |         |        |        |        |        |        |        |        |        |        |        |        |        |        |        |        |        |        |        |        |        |        |        |        |        |        |        |        |        |